# Weibull-Verteilung
Die Weibull-Verteilung (nach Waloddi Weibull, 1939/1951) ist eine zweiparametrige Familie von stetigen Wahrscheinlichkeitsverteilungen über der Menge der positiven reellen Zahlen. Obwohl nach Weibull benannt, wurde sie zuerst von Maurice René Fréchet identifiziert und erstmals von Rosin & Rammler zur Beschreibung einer Partikelgrößenverteilung angewendet. Abhängig von ihren beiden Parametern ähnelt sie einer Normalverteilung oder asymmetrischen Verteilungen wie der Exponentialverteilung. Sie wird unter anderem zur statistischen Modellierung von Windgeschwindigkeiten oder zur Beschreibung der Lebensdauer und Ausfallhäufigkeit von elektronischen Bauelementen oder (spröden) Werkstoffen herangezogen. Wenn sie als Verteilung einer zufälligen Lebensdauer verwendet wird, berücksichtigt sie, anders als eine Exponentialverteilung, die Vorgeschichte eines Objekts, sie ist gedächtnisbehaftet und berücksichtigt die Alterung eines Bauelements nicht nur mit der Zeit, sondern in Abhängigkeit von seinem Einsatz. Sie lässt sich an steigende, konstante und fallende Ausfallraten technischer Systeme anpassen. Eine besondere Bedeutung hat die Weibull-Verteilung in der Ereigniszeitanalyse.

## Definition
Es gibt eine zweiparametrige und eine dreiparametrige Weibull-Verteilung. In vielen Anwendungen wird die zweiparametrige Weibull-Verteilung verwendet, die hier zunächst behandelt wird. Weiter unten gibt es einen Abschnitt zur  dreiparametrigen Weibull-Verteilung.

### Skalenparameter
Der Skalenparameter ist {\displaystyle {\tfrac {1}{\lambda }}>0}.
In manchen Anwendungen, insbesondere bei Zeitabhängigkeiten wird {\displaystyle \lambda } durch seinen Kehrwert, die charakteristische Lebensdauer {\displaystyle T}, ersetzt.
{\displaystyle T} ist bei Lebensdauer-Analysen jene Zeitspanne, nach der ca. 63,2 % der Einheiten ausgefallen sind. Dieser Wert ist eine Kenngröße der Weibull-Verteilung.
{\displaystyle T\cdot \lambda =1}.
Wird kein Skalenparameter angegeben, so ist implizit {\displaystyle \lambda =1} gemeint.

### Formparameter
Der Formparameter oder Weibull-Modul ist der Parameter {\displaystyle k>0}.
Alternativ werden gerne die Buchstaben {\displaystyle b} oder {\displaystyle \beta } verwendet.
In der Praxis typische Werte liegen im Bereich {\displaystyle 0{,}25\leq k\leq 5}.
Durch den Formparameter {\displaystyle k} lassen sich verschiedene speziellere Wahrscheinlichkeitsverteilungen realisieren:
- Für {\displaystyle k=1} ergibt sich die Exponentialverteilung mit konstanter Ausfallrate.
- Für {\displaystyle k=2} ergibt sich die Rayleigh-Verteilung.
- Für {\displaystyle k\approx 3{,}602} ergibt sich eine Verteilung mit verschwindender Schiefe (ähnlich der Normalverteilung).

Für {\displaystyle k<1} gehört die Verteilung zu den Verteilungen mit schweren Rändern, deren Dichte langsamer als exponentiell abfällt.

### Dichtefunktion, Verteilungsfunktion, Überlebensfunktion und Ausfallrate
Gegeben sei eine Weibull-Verteilung mit Parametern {\displaystyle \lambda ,k>0}.
Die Dichtefunktion ist
{\displaystyle f(x)={\begin{cases}\lambda \cdot k\cdot (\lambda \cdot x)^{k-1}\mathrm {e} ^{-(\lambda \cdot x)^{k}}&{\text{für }}x>0,\\0&{\text{sonst.}}\end{cases}}\;}
Die Verteilungsfunktion ist
{\displaystyle F(x)={\begin{cases}1-\mathrm {e} ^{-(\lambda \cdot x)^{k}}&{\text{für }}x\geq 0,\\0&{\text{sonst.}}\end{cases}}\;}
Die Überlebensfunktion oder Zuverlässigkeitsfunktion, ist
{\displaystyle R(x)=1-F(x)={\begin{cases}\mathrm {e} ^{-(\lambda \cdot x)^{k}}&{\text{für }}x\geq 0,\\1&{\text{sonst.}}\end{cases}}\;}
Die Ausfallrate ist
{\displaystyle h(x)={\frac {f(x)}{R(x)}}={\begin{cases}\lambda \cdot k\cdot (\lambda \cdot x)^{k-1}&{\text{für }}x\geq 0,\\0&{\text{sonst.}}\end{cases}}\,}

### Abweichende Parametrisierung
Eine andere verbreitete Konvention ist die Parametrisierung durch {\displaystyle T={\frac {1}{\lambda }}}, d. h., die Weibull-Verteilung wird definiert als Verteilung mit den Parameter {\displaystyle T,k>0} und der Dichtefunktion
{\displaystyle f_{k,T}(x)={\begin{cases}{\frac {k}{T}}\cdot \left({\frac {x}{T}}\right)^{k-1}\cdot \mathrm {e} ^{-\left(x/T\right)^{k}}&{\text{für }}x>0,\\0&{\text{sonst.}}\end{cases}}\;}
Diese Darstellung wird häufig in der statistischen Theorie und in Statistikprogrammen verwendet, da bei dieser Parametrisierung {\displaystyle T} ein Skalenparameter ist.

## Eigenschaften

### Erwartungswert
Der Erwartungswert der Weibull-Verteilung ist
{\displaystyle \operatorname {E} (X)={\frac {1}{\lambda }}\cdot \Gamma \left(1+{\frac {1}{k}}\right)}
mit der Gammafunktion {\displaystyle \Gamma }.

### Varianz
Die Varianz der Verteilung ist
{\displaystyle \operatorname {Var} (X)={\frac {1}{\lambda ^{2}}}\left[\Gamma \left(1+{\frac {2}{k}}\right)-\Gamma ^{2}\left(1+{\frac {1}{k}}\right)\right]}.

### Schiefe
Die Schiefe der Verteilung ist
{\displaystyle \operatorname {v} (X)={\frac {\Gamma (1+3/k)/\lambda ^{3}-3\mu \sigma ^{2}-\mu ^{3}}{\sigma ^{3}}}}
mit dem Mittelwert {\displaystyle \mu =\operatorname {E} (X)} und der Standardabweichung {\displaystyle \sigma ={\sqrt {\operatorname {Var} (X)}}}.

### Entropie
Die Entropie der Weibull-Verteilung (ausgedrückt in nats) beträgt
{\displaystyle {\frac {(k-1)\gamma }{k}}-\ln(\lambda k)+1}
wobei {\displaystyle \gamma } die Euler-Mascheroni-Konstante bezeichnet.

## Anwendungen

### Lebensdauer bzw. Zuverlässigkeit von Lebewesen, Bauteilen und Systemen

Weibullnetz

Die Weibullverteilung wird in der Ereigniszeitanalyse als parametrische Verteilung zur Modellierung der Lebensdauer verwendet.
Bei Systemen mit unterschiedlichen Ausfallursachen wie beispielsweise technischen Komponenten lassen sich diese mit drei Weibull-Verteilungen so abbilden, dass sich eine „Badewannen-Kurve“ ergibt.
Die Verteilungen decken dann diese drei Bereiche ab:
- Frühausfälle mit {\displaystyle k<1}, beispielsweise in der Einlaufphase („Kinderkrankheiten“).
- Zufällige Ausfälle mit {\displaystyle k=1} in der Betriebsphase
- Ermüdungs- und Verschleißausfälle am Ende der Produktlebensdauer mit {\displaystyle k>1}

Trägt man die Verteilung in der Form
{\displaystyle \ln \left(\ln {\frac {1}{1-F(x)}}\right)=k\cdot \ln(x)-k\cdot \ln(T)}
in einem doppelt logarithmischen Diagramm auf, welches auch als Weibullnetz bezeichnet wird, ergibt sich eine Gerade, bei der man den Parameter {\displaystyle k} leicht als Steigung ablesen kann. Die charakteristische Lebensdauer {\displaystyle T} kann dann folgendermaßen bestimmt werden:
{\displaystyle T=\exp \left[-\left({\frac {a}{k}}\right)\right]}.
Hierbei bezeichnet {\displaystyle a} den y-Achsenabschnitt.
Oft kommt es vor, dass trotz Beanspruchung erst nach einer anfänglichen Betriebszeit {\displaystyle t_{0}} Ausfälle eintreten (beispielsweise infolge des Verschleißes von Bremsbelägen). Dies kann in der Weibull-Verteilungsfunktion berücksichtigt werden. Sie hat dann folgendes Aussehen:
{\displaystyle F(t)=1-\exp \left[-\left({\frac {t-t_{0}}{T^{*}}}\right)^{k}\right]},
mit {\displaystyle T^{*}=T-t_{0}}.
Trägt man die Funktion wieder auf, ergibt sich keine Gerade, sondern eine nach oben konvexe Kurve. Verschiebt man alle Punkte um den Wert {\displaystyle t_{0}}, so geht die Kurve in eine Gerade über.

### Festigkeit spröder Werkstoffe
Spröde Werkstoffe wie z. B. Technische Keramik enthalten normalerweise eine gewisse Anzahl von Material- und Oberflächenfehlern unterschiedlicher Größe, wie Poren, Risse, Einschlüsse oder Kratzer. Jeder dieser Fehler kann bei Belastung ein Materialversagen bzw. einen Bruch verursachen. Die daraus resultierende Verteilungsfunktion der Zufallsgröße Festigkeit ({\displaystyle \sigma }) ist bei einer angenommenen minimalen Festigkeit von {\displaystyle \sigma _{u}=0}
{\displaystyle F(\sigma )=1-\exp \left[-\left({\frac {\sigma }{\sigma _{0}}}\right)^{m}\right]},
mit {\displaystyle \sigma _{0}} als charakteristische Spannung und {\displaystyle m} als Weibull-Modul. Letzterer liegt bei technischen Keramiken typischerweise im Bereich m = 10–20.

### Dielektrische Festigkeit von Werkstoffen
Analog zur mechanischen Festigkeit wird auch die Durchschlagfestigkeit bzw. die Durchschlagspannung {\displaystyle u_{\mathrm {d} }} eines Isolierwerkstoffes u. a. von der größten Schwachstelle im Material bestimmt.
Bei gleichen Versuchsparametern (Probengeometrie, Elektrodenform/-anordnung, Umgebungsbedingungen etc.) und unter der Annahme, dass auch bei sehr geringen Spannungen bereits ein Ausfall möglich ist, kann die Verteilung der gemessenen Werte der Durchschlagspannung wie folgt angepasst werden:
{\displaystyle F(u_{\mathrm {d} })=1-\exp \left[-\left({\frac {u_{\mathrm {d} }}{u_{\mathrm {d} 63}}}\right)^{\delta }\right]},
mit {\displaystyle u_{\mathrm {d} 63}} als „63%-Wert“ und {\displaystyle \delta } als „Weibull-Exponent“.

### Partikelgrößen
In der mechanischen Verfahrenstechnik findet die Weibull-Verteilung Anwendung als eine spezielle Partikelgrößenverteilung. Sie wurde in den 1930er Jahren von Paul Rosin und Erich Rammler für die Analyse von Kohlestaub entwickelt und wird daher als Rosin-Rammler-Verteilung oder Rosin-Rammler-Sperling-Bennet-Verteilung (kurz RRSB-Verteilung) bezeichnet.

### Windgeschwindigkeit

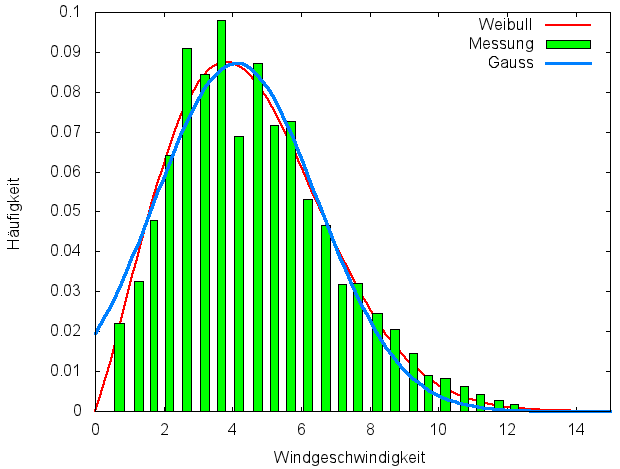
Windgeschwindigkeitshäufigkeiten

Die Grafik zeigt beispielhaft eine Messreihe von Windgeschwindigkeiten (grün). Eine Anpassung nach Gauß (blau, Normalverteilung) nähert sich den gemessenen Werten nur ungenügend. Weder gibt es negative Windgeschwindigkeiten noch ist die Verteilung symmetrisch. Eine Weibull-Verteilung führt einen zweiten freien Parameter ein. Durch sie wird die Verteilung für große und kleine Windgeschwindigkeiten sehr gut approximiert, ebenso die Werte um das Maximum. Aus den angepassten Parametern {\displaystyle \lambda =1/5{,}1=0{,}194} und {\displaystyle k=2{,}00} folgt ein Erwartungswert von 4,5 m/s, in guter Übereinstimmung mit dem Wert von 4,6 m/s bestimmt aus den Messwerten.

## Dreiparametrige Weibull-Verteilung
Es gibt eine dreiparametrige Weibull-Verteilung die durch Erweiterung der zweiparametrigen Weibull-Verteilung mit einem zusätzlichen Verschiebungsparameter erfolgt, der aus statistischer Sicht ein Lageparameter ist.

### Definition
Eine Zufallsvariable {\displaystyle X} heißt dreiparametrig Weibull-verteilt mit dem zusätzlichen Lageparameter {\displaystyle c\in \mathbb {R} }, falls die Zufallsvariable {\displaystyle X-c} (zweiparametrig) Weibull-verteilt ist.

### Eigenschaften
- Eine dreiparametrig Weibull-verteilte Zufallsvariable {\displaystyle X} mit den Parametern {\displaystyle T={\frac {1}{\lambda }}>0},  {\displaystyle k>0} und dem Lageparameter {\displaystyle c\in \mathbb {R} } hat die Dichtefunktion

{\displaystyle f_{k,T,c}(x)={\begin{cases}0&{\text{für }}x\leq c\\{\frac {k}{T}}\cdot \left({\frac {x-c}{T}}\right)^{k-1}\cdot \mathrm {e} ^{-\left({\frac {x-c}{T}}\right)^{k}}&{\text{für }}x>c\end{cases}}}
und die Verteilungsfunktion
{\displaystyle F_{k,T,c}(x)={\begin{cases}1-\exp(-({\frac {x-c}{T}})^{k})&{\text{für }}x\geq 0,\\0&{\text{sonst.}}\end{cases}}\;}
- Für jeden fixierten Parameter {\displaystyle k} bildet die zweiparametrige Familie der Dichtefunktionen {\displaystyle \left(f_{k,T,c}\right)_{T>0,c\in \mathbb {R} }} eine Lage-Skalen-Familie mit dem Lageparameter {\displaystyle c} und dem Skalenparamater {\displaystyle T}.
- Wenn die Zufallsvariable {\displaystyle X'} eine zweiparametrige Weibull-Verteilung mit den Parametern {\displaystyle k} und {\displaystyle T} hat, dann hat die Zufallsvariable {\displaystyle X=X'+c} eine dreiparametrige Weibull-Verteilung mit den Parametern {\displaystyle k}, {\displaystyle T}  und {\displaystyle c}. Damit ergibt sich unmittelbar

{\displaystyle \operatorname {E} [X]=c+\operatorname {E} [X']}
und
{\displaystyle \operatorname {Var} [X]=\operatorname {Var} [X']\;.}
Die dreiparametrig Weibull-verteilte Zufallsvariable {\displaystyle X} hat also einen um den Wert {\displaystyle c} verschobenen Erwartungswert im Vergleich zur zweiparametrig Weibull-verteilten Zufallsvariable {\displaystyle X'}, aber dieselbe Varianz.

## Gespiegelte Weibull-Verteilung
Die Zufallsvariable {\displaystyle X} sei Weibull-verteilt. Dann hat die Zufallsvariable {\displaystyle Y=-X} eine gespiegelte Weibull-Verteilung (engl.: reverse-Weibull distribution). Es gilt {\displaystyle P(X>0)=1} und  {\displaystyle P(Y<0)=1}. Wenn {\displaystyle F_{X}} die Verteilungsfunktion von {\displaystyle X} bezeichnet, dann hat die Variable {\displaystyle Y} die Verteilungsfunktion
{\displaystyle F_{Y}(t)=1-F_{X}(-t),\;t\in \mathbb {R} },
da
{\displaystyle F_{Y}(t)=P(Y\leq t)=P(-X\leq t)=P(X\geq -t)=1-P(X<-t)=1-P(X\leq -t)=1-F_{X}(-t)\;,}
wobei das vorletzte Gleichheitszeichen gilt, da {\displaystyle X} eine stetige Zufallsvariable ist.
Die Familie der Verteilungsfunktionen
{\displaystyle \Psi _{\alpha }(x)={\begin{cases}\exp(-(-x)^{\alpha })&{\text{für }}x\leq 0\\1&{\text{für }}x>0\end{cases}},\quad \alpha >0}
gespiegelter Weibull-Verteilungen tritt in der Extremwerttheorie als Verteilungstyp möglicherer Extremwertverteilungen bei der Untersuchung der Maxima unabhängig und identisch verteilter Zufallsvariablen auf.  Die zugehörigen Verteilungen werden als Extremwertverteilungen vom Typ III oder als Extremwertverteilungen vom Weibull-Typ bezeichnet. Irritierend kann sein, dass manche Autoren gespiegelte Weibull-Verteilungen als Weibull-Verteilungen bezeichnen.

## Beziehung zu anderen Verteilungen

### Beziehung zur Exponentialverteilung
- Man sieht, dass der Fall {\displaystyle k=1} die Exponentialverteilung {\displaystyle \operatorname {Exp} (\lambda )} ergibt. Mit anderen Worten: Die Exponentialverteilung behandelt Probleme mit konstanter Ausfallrate {\displaystyle \lambda }. Untersucht man jedoch Fragestellungen mit steigender ({\displaystyle k>1}) oder fallender ({\displaystyle k<1}) Ausfallrate, dann geht man von der Exponentialverteilung zur Weibull-Verteilung über.
- Ist der Parameter {\displaystyle k>1}, dann wird ein System mit einer mit der Zeit ansteigenden Ausfallrate, also ein alterndes System, beschrieben.
- Besitzt {\displaystyle X} eine Exponentialverteilung {\displaystyle \operatorname {Exp} (\lambda )} mit Parameter {\displaystyle \lambda }, dann besitzt die Zufallsvariable {\displaystyle Y:=X^{1/k}~(k>0)} eine Weibull-Verteilung {\displaystyle \operatorname {Wei} (\lambda ^{1/k},k)}. Zum Beweis betrachte man die Verteilungsfunktion von {\displaystyle Y}:
 {\displaystyle F_{Y}(y)=P(Y\leq y)=P(X^{1/k}\leq y)=P(X\leq y^{k})=1-e^{-\lambda \cdot y^{k}}=1-e^{-(\lambda ^{1/k}\cdot y)^{k}},~y>0}.
 Das ist die Verteilungsfunktion einer Weibull-Verteilung.

### Gestreckte Exponentialfunktion
Die Funktion
{\displaystyle 1-F(x)=\mathrm {e} ^{-(\lambda \cdot x)^{k}}}
wird als gestreckte Exponentialfunktion bezeichnet.